# کمک، من دختر شدم
کمک، من دختر شدم (به پرتغالی: Socorro, Virei Uma Garota!) فیلمی محصول سال ۲۰۱۹ و به کارگردانی لئاندرو نیری است. در این فیلم بازیگرانی همچون تاتی لوپز، ویکتور لامجیا، مانو گاواسی، ونسا گربلی، هائول گازولا و لوا بلانکو ایفای نقش کرده‌اند.